# Стабільність (оповідання)
«Стабільність» (англ. Stability) — науково-фантастичне оповідання американського письменника Філіпа К. Діка. Написане у 1947 році або раніше, але вперше опубліковане тільки в 1987 році видавництвом «Underwood–Miller» у першому томі «Зібраної короткої прози Філіпа К. Діка». Дія оповідання відбувається у далекому майбутньому, де людство досягло вершини свого розвитку, там джерело людської винахідливості виснажилось і тому було запропоновано «Стабілізацію», що не допускала жодного руху — ані вперед, ані назад.
Вперше українською мовою оповідання опубліковане в журналі «Всесвіт» у 2008 році у перекладі Віталія Корсуна. Вдруге — «Видавництвом Жупанського» у 2019 році в першому томі «Повного зібрання короткої прози» Філіпа К. Діка у трохи іншому перекладі того ж Віталія Корсуна.

## Сюжет
Роберт Бентон, використовуючи свої знімні гігантські білі крила, злітає з даху і пірнає у темряву нічного неба. Він бачить і багатьох інших, які також літають у темряві. Інші запрошують його брати участь у нічних перегонах, але він відмовляється. Натомість, піймавши повітряні потоки, він продовжує рухатися вгору. Коли його вільний час закінчується, він спускається до вогнів «Міста Світла» і бачить десь далеко внизу дуже яскравий мерехтливий вогник. Це було Бюро Державного Контролю, яке його викликало.
У Бюро Державного Контролю інспектор повідомляє, що винахід, який він подав на розгляд не пройшов схвалення, оскільки може загрожувати «Стабільності». Бентон здивований, бо наскільки йому було відомо, він нічого не винаходив. Прийшовши додому з набором креслень та прототипом пристрою, які йому повернули в Бюро, він починає досліджувати пристрій.
Активувавши пристрій, Бентон переноситься до невідомого місця. Він знаходить кулю. Голос у голові Бентона, який назвався вартовим, стверджує, що він знищить свою «Стабільність», якщо підніме кулю. Незважаючи на попередження, Роберт Бентон піднімає кулю і вона телепатично повідомляє йому, як використати машину, щоб повернутися у свій час. Бентон робить все що йому було сказано, але подорожує до моменту, який передує розмові з інспектором і подає свої креслення з винаходом на розгляд, створюючи причинно-наслідкову петлю.
Після того, як Бентон йде з Бюро, члени Ради Контролю здогадуються, що винахід, який вони не схвалили, це машина часу і разом з інспектором йдуть до його оселі, щоб її забрати. Знайшовши Бентона, інспектор цікавиться кулею і оповідає пристутнім давню легенду про «зле місто», яке було ув'язнене у скляній кулі для захисту всіх інших. Інспектор намагається відібрати кулю в Бентона, але він її розтрощує ногою. З уламків кулі починає підніматися туман і Бентон втрачає свідомість.
Прокинувшись, Бентон опиняється у місті, де жителі існують лише для обслуговування «своїх машин». Однак ні він, ні хто-небудь інший не пам'ятають, щоб речі були іншими; наскільки вони знають, життя завжди було таким.

## Видання українською мовою
- Журнал «Всесвіт». № 1-2 (949—950). — Київ: "Видавничий дім «Всесвіт», 2008
  - Дік, Філіп. К. Стабільність (з 56 с. по 63 с.; переклав Віталій Корсун)

- Дік, Філіп. К. Повне зібрання короткої прози. Том 1 / Пер. з англ.: Віталій Корсун, Ігор Гарнік, Єгор Поляков; передмова: Віталій Корсун; післямова: Ната Гриценко. — Київ: Видавництво Жупанського, 2019. — (Ad Astra) — 600 с. ISBN 978-617-7585-07-6
  - Стабільність (з 9 с. по 20 с.; переклав Віталій Корсун)